# Volèmia sanguínia
La volèmia sanguínia
es pot definir com el volum total de sang d'un individu. La sang humana està constituïda per una porció cel·lular, en la qual es troben amb un 45% els glòbuls vermells (eritròcits), en un percentatge inferior els glòbuls blancs (leucòcits) i plaquetes que representen el 0,5% i 1% respectivament, i per una porció líquida anomenada plasma que forma el 55% restant de la sang. Aquestes dades es poden modificar segons l'edat, el sexe i altres factors de la persona.
El plasma és una solució aquosa de color groguenc que conté aigua, sals minerals, molècules orgàniques (glucosa, aminoàcids, àcids grassos), proteïnes (com albúmines i globulines), electròlits (predominen el sodi i el clor), lípids (colesterol), i hormones.
La volèmia
 normal en adults representa una mitjana del 8% del pes corporal total, per tant, la volèmia corresponent a un individu de 70 kg de pes, serà de 5.600 ml dels quals 3.000 ml representaran el plasma, i 2.600, els eritròcits.